# Kormorán černobílý
Kormorán černobílý (Microcarbo melanoleucos) je druh vodního ptáka, který vyniká kontrastním černobílým zbarvením, podle čehož získal i název.
Vyskytuje se v Austrálii (mimo vnitrozemí) a na okolních ostrovech včetně Nového Zélandu, Nové Guiney či Indonésie.
Živí se rybami a vodními druhy bezobratlých. Žije zejména u sladké vody, při pobřeží moře vzácněji. Hnízdí v koloniích na stromech a v keřích (popř. na skalách) poblíž vodních ploch. Snáší tři až pět vajec.

## Chov v zoo
V zoo je chován velmi zřídka. V rámci celé Evropy byl v létě 2018 chován jen v sedmi zoo (tři německé, jedna francouzská, jedna španělská, jedna česká a jedna britská zoo). V březnu 2020 se jednalo již jen o pět zařízení v pěti zemích. Největší skupina je přitom dlouhodobě v Zoo Praha.

### Chov v Zoo Praha
První kormoráni černobílí byli dovezeni v roce 2013. Reálný chov tohoto druhu v Zoo Praha však začal až v roce 2016. Tehdy bylo získáno 14 dospělých jedinců ze dvou zoo v Nizozemsku – v Arnhemu a Veldhovenu. V obou zmíněných zařízeních s chovem druhu skončili. První pražská mláďata se vylíhla v půlce června roku 2018. Jednalo se o první odchov v rámci Unie českých a slovenských zoologických zahrad. Do venkovní voliéry se tři odchovaná mláďata dostala v závěru července 2018. Zatímco otec mláďat pochází z francouzské zoo Parc du Oiseaux ve Villars les Dombes, matka se narodila v Austrálii, tedy v oblasti výskytu druhu, byť v lidské péči (* 2004, Healesville Sanctuary). .
Na podzim 2018 tak bylo chováno 17 jedinců, což je nejvíce z celé Evropy. Toto množství dokonce tvoří takřka polovinu populace v evropských zoo. V květnu 2019 přišlo na svět další mládě. Dvě mláďata se vylíhla v únoru 2020. Další tři následovala 23. a 24. března 2020. Mládě se narodilo i v dubnu 2020.
Kormorán černobílý je k vidění v expozičním celku Ptačí mokřady v dolní části zoo. Počítá se s ním do nové expozice tasmánské a australské fauny nazvané Darwinův kráter.